# Barrage du Laouzas
Le barrage du Laouzas est un barrage français du Massif central, situé plus précisément dans le département du Tarn sur la commune de Nages

## Géographie
Le barrage du Laouzas est situé sur la Vèbre, affluent de la rive droite de l'Agout, dans le département du Tarn. Il est implanté sur les communes de Nages et de Murat-sur-Vèbre.
Le barrage de Laouzas est l'ouvrage principal de l'aménagement de Montahut qui dérive les eaux  de la Vèbre et de ses affluents rive droite, dont le Viau, et les ruisseaux de Rieufrech, Ramières et Pradas  ainsi que celles de l'Agout, du versant Atlantique sur le versant Méditerranéen.

## Histoire
Le barrage du Laouzas a été construit entre 1961 et 1965. Le maître d’ouvrage était Électricité de France; le maître d’œuvre : R.E.H. Garonne.

## Caractéristiques
- Type de barrage : voûte mince à parements amont et aval du type à rayons variables
- Hauteur : 52,60 m
- Longueur en crête : 295 m
- Altitude : 776 m
- Superficie de retenue : 335 ha
- Capacité : 45 hm3 (45 millions de mètres cubes).
- Longueur du lac : ? km
- Volume : 60 000 m3 de béton

Dans le département de l'Hérault, on trouve
- le barrage et la prise d'eau de Fraisse-sur-Agout;
- la galerie d'amenée (longueur totale sur les deux départements 15 000 m) avec sa cheminée d’équilibre d’une hauteur de 100 m ;
- la conduite forcée (longueur totale 1 650 m), diamètre moyen 2,10 m
- l'usine souterraine de Montahut (située dans la commune de Saint-Julien d’Olargues)
- hauteur de chute brute maximum : 621 m

## Sites autour du lac
- Lac du Laouzas